# Kościół św. Marii Magdaleny w Tychach
Kościół świętej Marii Magdaleny – rzymskokatolicki kościół parafialny należący do parafii św. Marii Magdaleny w dekanacie Tychy Stare archidiecezji katowickiej. Najstarszy kościół w mieście.

## Historia
Prace budowlane zostały rozpoczęte w 1780 roku i po dwóch latach świątynia była gotowa do poświęcenia. Część środków na inwestycję została przekazana przez księcia pszczyńskiego, Fryderyka Erdmanna Anhalt-Köthena. Projekt tego późnobarokowego kościoła został przygotowany przez architekta Jana Gesta. Po ponad 120 latach istnienia na początku XX wieku świątynia w Tychach wymagała rozbudowy. Jej realizacji podjął się ksiądz proboszcz Jan Kapica. Projekt został opracowany przez Maxa Schliwę z Zabrza. W latach 1906–1907 została przedłużona i rozbudowana zarówno nawa, jak i prezbiterium, został dobudowany również transept. W latach 1928-29 stara wieża została zastąpiona nową, okazalszą.

## Architektura
Świątynia jest orientowana, zbudowana na planie krzyża łacińskiego. Od strony zachodniej jest umieszczona wąska wieża, zwieńczona dwukondygnacyjnym, baniastym dachem hełmowym z latarnią. Szeroka nawa główna jest przecięta transeptem z ozdobnymi szczytami; prezbiterium zamknięte jest półkoliście. Na dachu znajduje się sygnaturka.

## Organy
Pierwsze wzmianki o organach z tego kościoła pochodzą z dokumentów, z 1720 roku. W 1782 roku instrument zdemontowano i przeniesiono do nowego kościoła, ponieważ w tym czasie rozbudowywano świątynię. W 1822 roku ks. proboszcz Kroczek postanowił przebudować emporę, ale wiązało się to z ponownym zdemontowaniem instrumentu. Po wybudowaniu nowego dużego chóru postanowiono wybudować nowe organy. 4 czerwca 1856 roku gliwicki organmistrz Carl Volkmann złożył ofertę na przebudowę organów Kuttlera. Stan tyskich organów nie był zadowalający, dlatego około 20 lat po próbach ich remontu i złożenia ofert przez Volkmanna i Spiegla zwrócono się o remont do firmy Heinrich Dürschlag & Söhn z Rybnika. W 1938 roku organy wykazywały wiele usterek i wymagały ingerencji organmistrzowskiej. Ksiądz Proboszcz Jan Osyra zwrócił się w tej sprawie do firmy „Klimosz i Dyrschlag” z Rybnika, która w 1939 roku dokonała przebudowy instrumentu. Kolejny generalny remont organów wykonany został w 1994 roku przez Jana Wyleżoła, Mieczysława Klonowskiego i Marka Urbańczyka.
Dyspozycja instrumentu:
| Manuał I          | Manuał II          | Manuał III                | Pedał              |
| ----------------- | ------------------ | ------------------------- | ------------------ |
| 1. Pryncypał 8    | 1. Bourdon 16      | 1. Pryncypał skrzypcowy 8 | 1. Pryncypałbas 16 |
| 2. Holflet 8      | 2. Pryncypał 8     | 2. Gemshorn 8             | 2. Violonbas 16    |
| 3. Dolce 8        | 3. Gamba 8         | 3. Flet major 8           | 3. Subbas 16       |
| 4. Kwintadena 8   | 4. Vox coelestis 8 | 4. Trawersflet 4          | 4. Oktawbas 8      |
| 5. Oktawa 4       | 5. Aeolina 8       | 5. Flet minor 4           | 5. Cello 8         |
| 6. Holflet 4      | 6. Dubeltflet 8    | 6. Waldflet 2             | 6. Fletbas 8       |
| 7. Bachflet 4     | 7. Praestant 4     | 7. Sifflet 1              | 7. Chorałbas 4     |
| 8. Superoktawa 2  | 8. Portunal 4      | 8. Tercja 1 3/5           | 8. Miksturbas III  |
| 9. Kwinta 2 2/3   | 9. Pikolo 2        | 9. Harmonia aetherea III  | 9. Puzon 16        |
| 10. Mikstura III  | 10. Nasard 1 1/3   | 10. Fagot 8               | Dzwony             |
| 11. Mikstura IV-V | 11. Cymbel III     |                           |                    |
| 12. Trompet 8     | 12. Obój 8         |                           |                    |

## Galeria

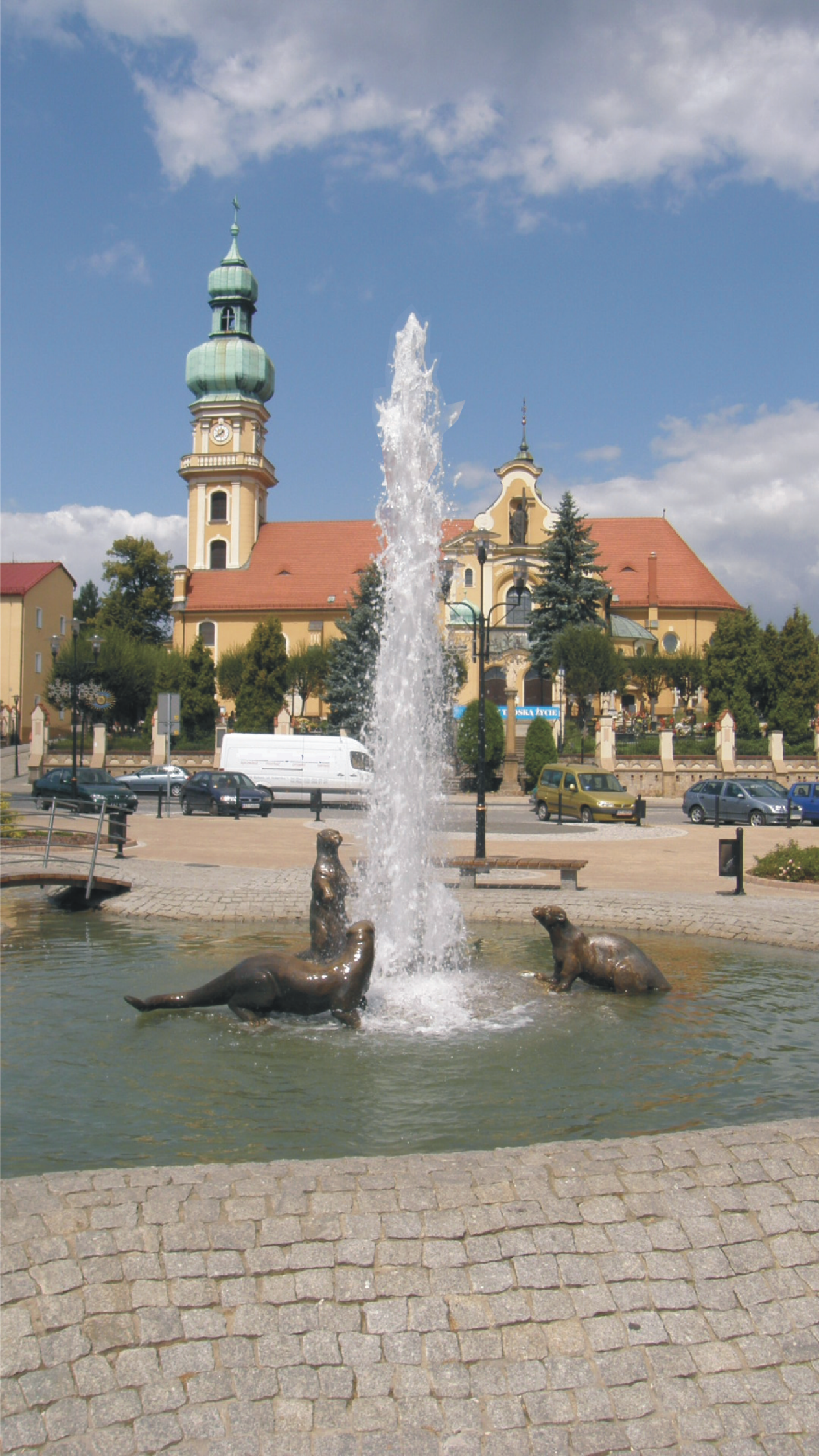
Kościół od strony Rynku
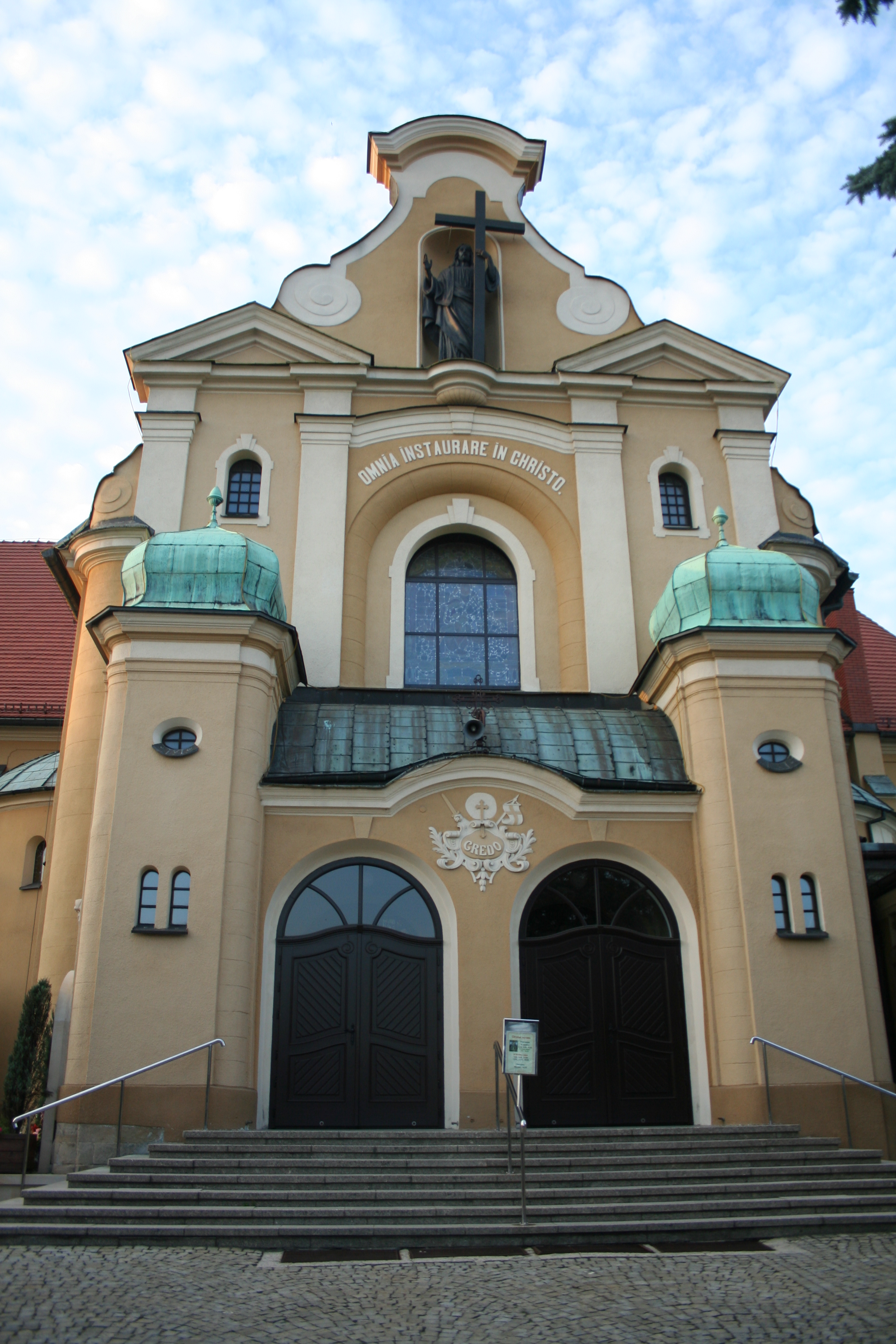
Wejście do kościoła
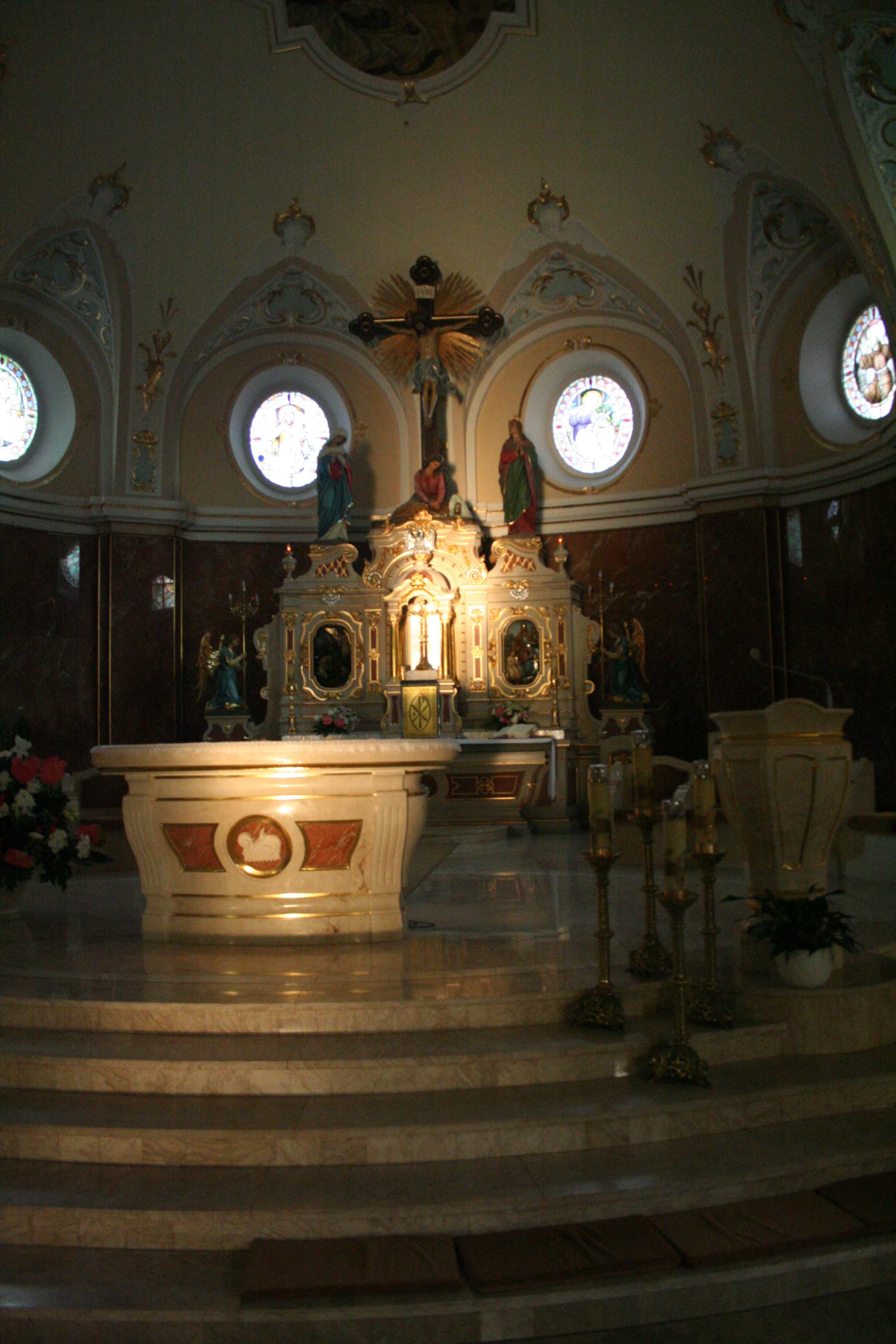
Ołtarz główny
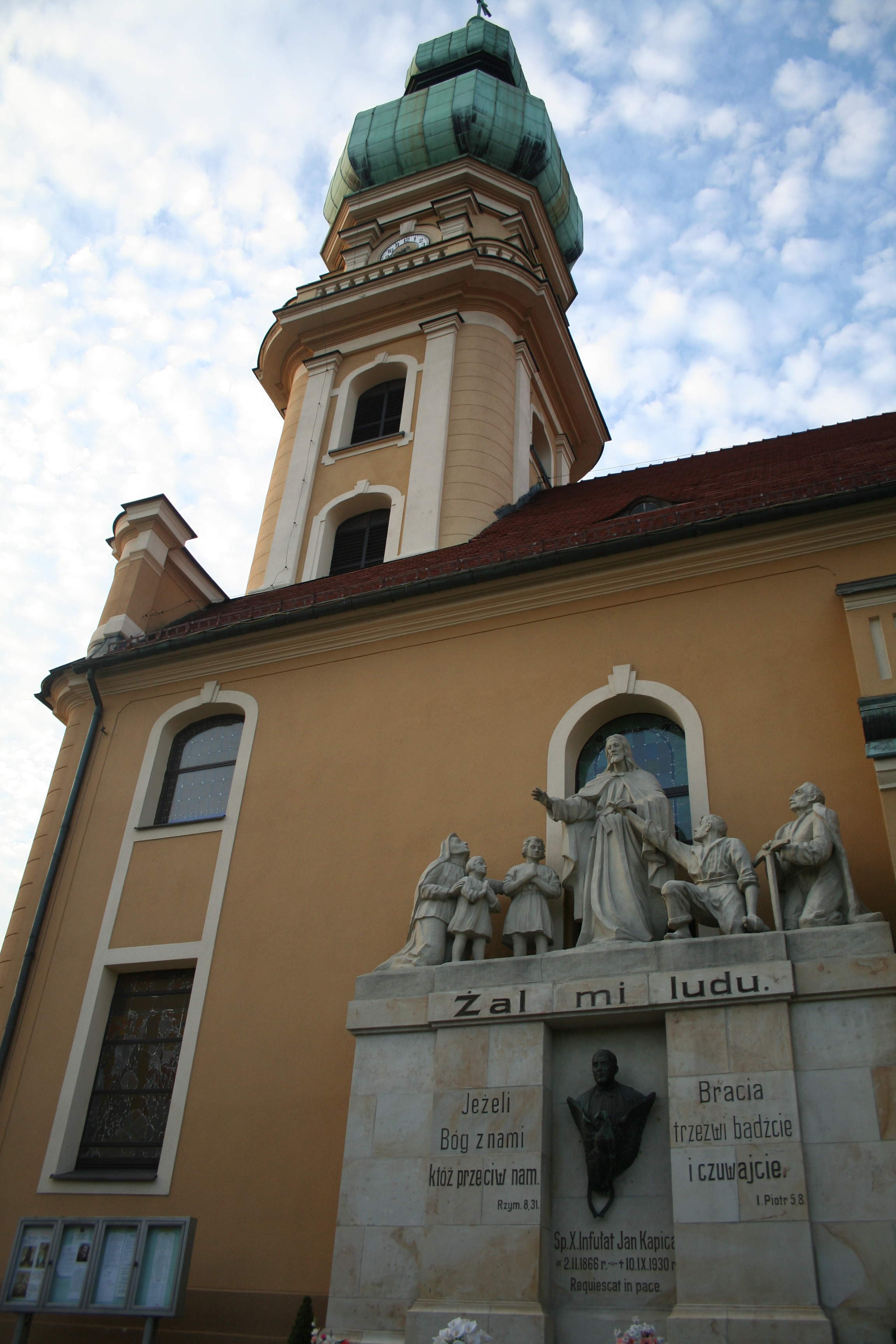
Nagrobek ks. Jana Kapicy
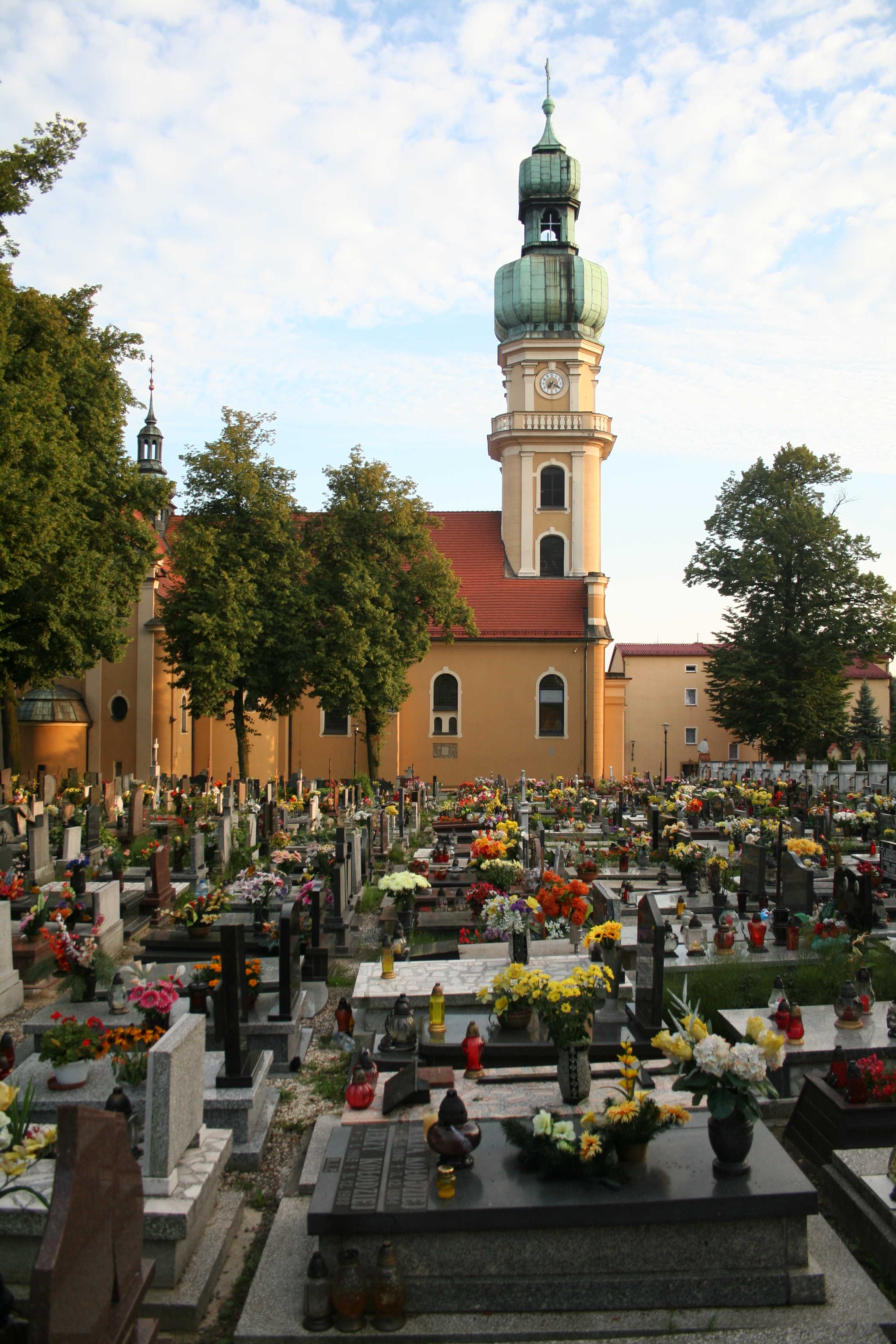
Cmentarz przy kościele